# Treber

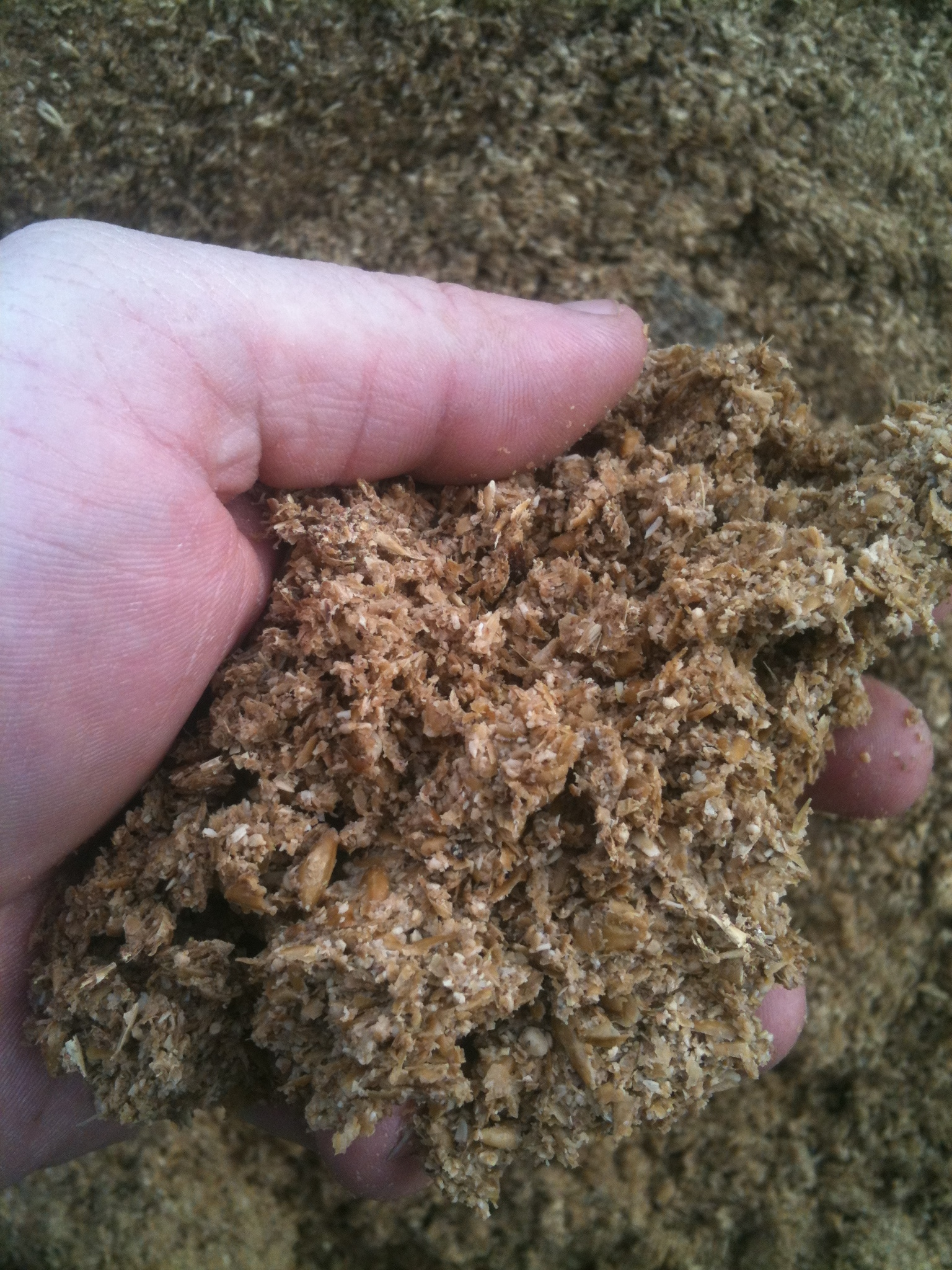
Biertreber-Silage

Mit Treber (teilweise auch Träber) bezeichnet man in der Lebensmitteltechnik die bei der Bierherstellung anfallenden Rückstände des Braumalzes. Der Biertreber ist ein Nebenprodukt, das als Futtermittel, in der menschlichen Ernährung oder industriell weiterverwendet werden kann. 

## Verwendung

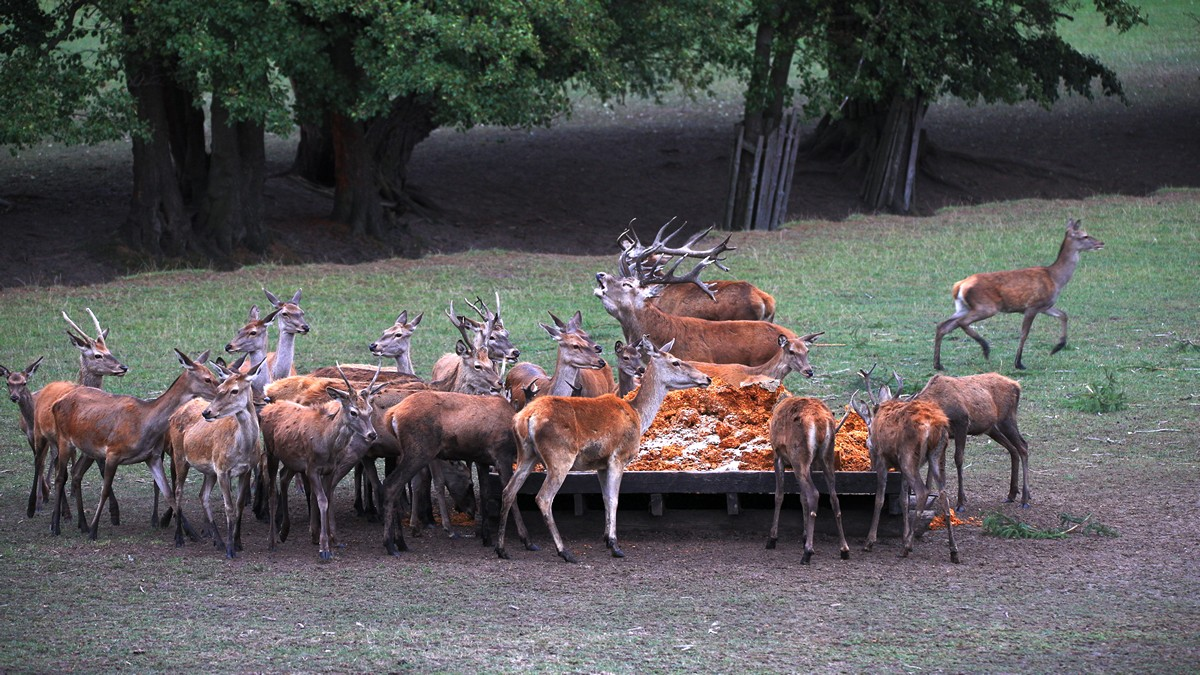
Treberzusatzfütterung von Hirschen in Mecklenburg (2018)

Biertreber enthält die Spelzen, die ungelösten Anteile des Gersten- oder Weizenmalzes und die koagulierten, unlöslichen Proteine. Der hohe Proteinanteil macht Biertreber zu einem wichtigen Ersatzfutter in der Aufzucht und Mast des Viehs in der Milchviehwirtschaft. Frisch angeliefert wird Biertreber verfüttert oder in Futtersilos eingelagert. Die Zugabe von Treber macht sich positiv auf die Milchleistung von Kühen bemerkbar.
In der Küche kann Treber zur Herstellung von Panade („Treberschnitzel“) oder vegetarischen Füllungen („Trebermaultaschen“) verwendet werden. Bäckereien stellen Brote und Lebkuchen her, die Biertreber enthalten. Einem Treberbrot aus Weizenteig oder Sauerteig werden die bei der Bierherstellung anfallenden Maischerückstände zugegeben. Dieses herzhafte Brot dient im süddeutschen Raum als Panade für Fleischgerichte („Brauerschnitzel“).
Treber kann auch in Biogasanlagen fermentiert werden. Aus einer Tonne frischen Materials können etwa 230 kWh elektrische Energie erzielt werden.